# Bodil Thrugotsdatter
Bodil Thrugotsdatter (morte en 1103), reine de Danemark, est l'épouse du roi Éric Ier de Danemark.

## Biographie
Bodil Thrugotsdatter ou Thorgunnasdatter est la fille d'un important noble du Jutland, le Jarl Thrugot Ulfson, petit-fils par sa mère Bodil du Jarl de Lade Håkon Eiriksson (petit-fils maternel de Sven à la Barbe fourchue et neveu maternel de Knut le Grand) et de Thorgunna Vagnsdatter, fille de Vagn Ageson et d'Ingeborg Torkilsdatter. Elle est la tante du futur archevêque Asser de Lund et la grand-tante de son successeur Eskil.
Veuve en premières noces d'un certain Björn, elle épouse vers 1086 le duc de Seeland et futur roi Éric Ier de Danemark et lui donne son seul enfant légitime, Knud Lavard. Elle accompagne son époux lors de son pèlerinage en Terre Sainte et après sa mort à Chypre, elle poursuit seule jusqu'à Jérusalem où elle décède à son tour en 1103.